# Jack Crawford
John Herbert Crawford (22. března 1908 Urangeline – 10. září 1991 Sydney, Austrálie) byl australský tenista.

## Kariéra
Podle statistik Arthura Wallise Myerse byl v roce 1933 singlovou světovou jedničkou. Čtyřikrát vyhrál dvouhru na Australian Open (1931, 1932, 1933, 1935) a v roce 1933 přidal vítězství i na French Open a ve Wimbledonu. V dosažení kalendářního grand slamu mu zabránila toho roku prohra ve finále US Open, kde jeho naděje zmařil Brit Fred Perry. Skvělou bilancí se mohl pochlubit i v mužské čtyřhře, kde čtyřikrát triumfoval na domácím šampionátu (1929, 1930, 1932, 1935) a v roce 1935 přidal vítězství i v Paříži a na Wimbledonu. Na US Open toho roku nejel, takže mu utekl další možný grand slam. V roce 1939 se před ním otevřela možnost zkompletovat aspoň deblový grand slam kariérní, když se s Harry Hopmanem probojoval do finále US Open, ale ve finále mu šanci zmařil pár krajanů Adrian Quist a John Bromwich. Velmi podobně dopadl v mixu, kde vyhrál v Melbourne Parku (1931, 1932, 1933), na Roland Garros (1933) i ve Wimbledonu (1930), ale americké mistrovství pro něj zůstalo zakleté. Mužské deblové tituly sesbíral v páru s Hopmanem, Edgarem Moonem, Vivianem McGrathem a Adrianem Quistem, ve smíšené čtyřhře mu na vrchol pomohli Elizabeth Ryanová, Marjorie Coxová Crawfordová (jeho manželka od roku 1930) a Margaret Scrivenová. V Davisově poháru zaznamenal 36 výher a 21 proher. V roce 1979 byl uveden do Mezinárodní tenisové síně slávy. V roce 1977 obdržel Řád britského impéria. Svých úspěchů dosáhl navzdory tomu, že byl astmatik. Jeho styl hry i chování mu vynesl přezdívku Gentleman Jack.